# Isla Santa
La Isla Santa es una isla perteneciente al Perú situada en el océano Pacífico, frente a la costa norte del departamento de Áncash. La isla tiene una superficie de aproximadamente 142,42 hectáreas y se encuentra separada del continente por la bahía de Coishco. Esta isla constituye un importante punto biogeográfico de anidación de varias especies de aves guaneras de gran importancia en el Perú. Por tal motivo, en el 2009 la isla quedó protegida por ley dentro de la Reserva nacional Sistema de Islas, Islotes y Puntas Guaneras, con una reserva natural que protege y conserva muestras representativas de la diversidad biológica de los ecosistemas marino-costeros del Perú.

## Descripción geográfica
La isla Santa se encuentra ubicada a 4 km al sursudoeste de la punta Infiernillo, en torno a los 9° 1’ de latitud S y 78° 40’ de longitud O. De forma alargada, tiene una longitud máxima de unos 2,9 km y una anchura máxima de 1,1 km. La mayor altitud de la isla alcanza 141 m s. n. m. Por el lado suroeste de la isla aflora a unos 900 m una pequeña isla llamada Mesías. El paso entre la isla Santa y la bahía de Coishco es bastante ancho y profundo, pudiendo transitar naves de cualquier parte; está libre de obstáculos. El color gris - blanquecino que presenta la isla Santa, es el resultado de la mezcla de las capas de guano y la erosión de la superficie rocosa.
La costa este de la isla presenta laderas rocosas, geomorfología típica de orillas rocosas poco expuestas al oleaje. El lado oeste se caracteriza por sus acantilados, en especial hacia el lado sur donde la fuerza del oleaje ha erosionado la isla formando acantilados abruptos. Las playas son muy escasas en la isla, las únicas playas son de canto rodado, de pequeño tamaño y expuestas al oleaje.

## Diversidad biológica
La isla Santa se presenta como un sector de la costa marina del Perú con alta diversidad biológica. Toda esta singular riqueza biológica está
representada principalmente por 45 especies de peces, 23 especies de crustáceos, 46 especies de moluscos, 9 especies de equinodermos, 11 especies de annelidas, 14 especies de aves y  3 especies de otros grupos, como cnidarias y nemertinos.
Entre las especies de aves que se reproducen en la isla destacan la golondrina de la tempestad peruana (Oceanodroma tethys kelsalli), el Cushuri (Phalacrocorax brasilianus), la golondrina peruana (Progne murphyi), el pelícano peruano (Pelecanus thagus), el pingüino de Humboldt (Spheniscus humboldti) y la chuita (Phalacrocorax gaimardi). Así mismo se puede observar otras especies de aves como el piquero peruano (Sula variegata), zarcillo (Larosterna inca), piquero patas azules (Sula nebouxii), cormorán guanay (Phalacrocorax bougainvillii), gallinazo cabeza roja (Cathartes aura), gaviota peruana (Larus belcheri), gaviota dominicana (Larus dominicanus), gaviota capucho gris (Larus cirrocephalus), gaviota de Franklin (Larus pipixcan), etc. 
El mundo submarino de isla Santa muestra un impresionante paisaje y mucha vida, donde los peces e invertebrados son los grupos taxonómicos más representativos. Las especies más abundantes de peces está representada por el pejerrey (Odontesthes regia regia), lorna (Sciaena deliciosa), anchoveta (Engraulis ringens), pintadilla (Cheilodactylus variegatus), etc.
Por otro lado, en el grupo de mamíferos marinos se han registrado 3 especies: el lobo marino chusco sudamericano (Otaria flavescens), que es muy abundante; la nutria marina (Lontra felina) y el delfín nariz de botella (Tursiops truncatus).